# Klutiana convexa
Klutiana convexa là một loài tò vò trong họ Ichneumonidae.